# Coupe d'Angleterre de football 1973-1974
Navigation
Coupe d'Angleterre 1972-1973 Coupe d'Angleterre 1974-1975
La Coupe d'Angleterre de football 1973-1974 est la 93e édition de la Coupe d'Angleterre de football. 
Liverpool FC remporte sa deuxième Coupe d'Angleterre de football au détriment de Newcastle United sur le score de 3-0, au bout d'une finale jouée dans l'enceinte du stade Wembley à Londres.
Cette édition est marquée par un incident lors des quarts de finale à la suite de débordements dans le stade de Newcastle United, le match contre Nottingham Forest sera annulé et rejoué sur terrain neutre.

## Quarts de finale
| #      | Équipe 1            | Résultat         | Équipe 2          | Date         |
| ------ | ------------------- | ---------------- | ----------------- | ------------ |
| 1      | Bristol City        | 0–1              | Liverpool FC      | 9 mars 1974  |
| 2      | Queens Park Rangers | 0–2              | Leicester City    | 9 mars 1974  |
| 3      | Burnley FC          | 1–0              | Wrexham FC        | 9 mars 1974  |
| 4      | Newcastle United    | 4–3 Match annulé | Nottingham Forest | 9 mars 1974  |
| Replay | Newcastle United    | 0–0              | Nottingham Forest | 18 mars 1974 |
| Replay | Newcastle United    | 1–0              | Nottingham Forest | 21 mars 1974 |

### Incidents à Newcastle
Le premier match Newcastle United contre Nottingham Forest à St James' Park est remporté 4-3 par Newcastle. En début de deuxième mi-temps, Nottingham Forest mène 3-1 grâce à un penalty accordé par l'arbitre, qui expulse également le défenseur de Newcastle Pat Howard pour protestation. Cela provoque l'envahissement du terrain par les supporters de Newcastle. Deux joueurs de Nottingham Forest sont agressés. Après le retour au calme le jeu reprend et Newcastle parvient à revenir et gagner le match malgré une infériorité numérique.
Lors de ce match 23 personnes furent hospitalisées, 103 autres personnes furent soignées sur place et 39 arrestations furent effectuées.
À la suite de l'émeute, Nottingham Forest envoie une protestation à la fédération. En réponse, la fédération décide de faire rejouer le match sur terrain neutre. Le 18 mars, le match est rejoué à Liverpool au Goodison Park, il se solde par un match nul et un deuxième match d'appui est nécessaire trois jours plus tard dans le même stade. Newcastle remportera le match sur l'unique but marqué par Malcolm Macdonald.

## Demi-finales
| 30 mars 1974 | Liverpool FC | 0–0 | Leicester City | Old Trafford, Manchester                   |                                            |
| 15:00        |              |     |                | Spectateurs : 60 000 Arbitrage : Ken Burns | Spectateurs : 60 000 Arbitrage : Ken Burns |

| Match rejoué       | Leicester City | 1–3 | Liverpool FC                                          | Villa Park, Birmingham                     |                                            |
| 3 avril 1974 19:30 | Glover 48e     |     | Hall 46e, Keegan 62e (Toshack), Toshack 88e (Cormack) | Spectateurs : 55 619 Arbitrage : Ken Burns | Spectateurs : 55 619 Arbitrage : Ken Burns |

| 30 mars 1974 | Newcastle United             | 2–0 | Burnley FC | Hillsborough, Sheffield                      |                                              |
| 15:00        | Macdonald 65e, 75e (Hibbitt) |     |            | Spectateurs : 55 000 Arbitrage : Gordon Hill | Spectateurs : 55 000 Arbitrage : Gordon Hill |

## Finale
| 4 mai 1974 | Liverpool FC | 3 – 0 | Newcastle United | Stade de Wembley, Londres |
|            |              |       |                  | Spectateurs : 100 000     |
|            | Rapport      |       |                  |                           |

- Liverpool FC remporte sa deuxième Coupe d'Angleterre[2].